# قانون الأرض

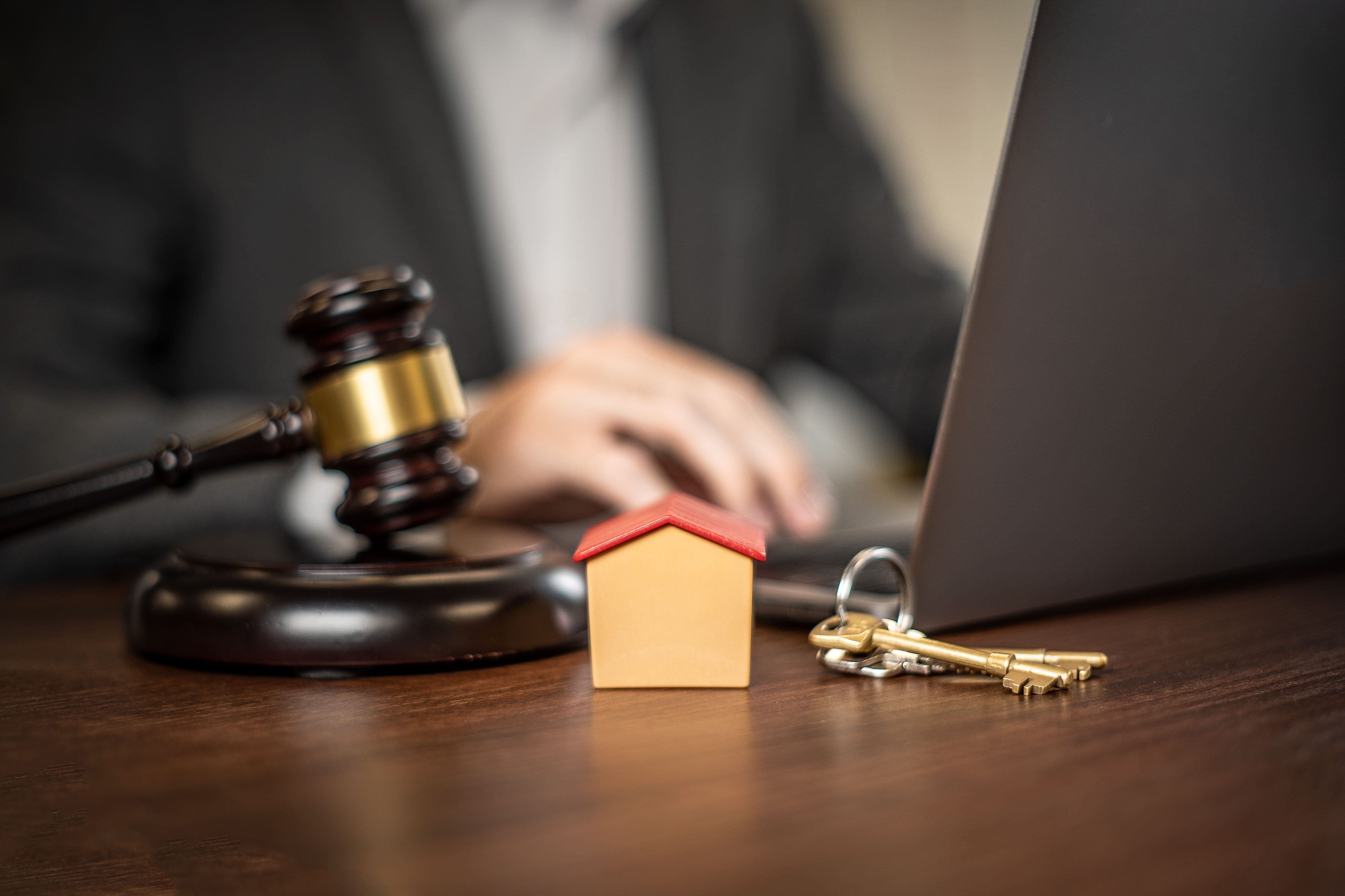
قانون عقود الملكية والرهن العقاري

قانون الأرض هو أحد أشكال القانون الذي يتعامل مع حق استخدام أو نقل ملكية أو استبعاد الآخرين من الأرض. يُشار إلى هذا النوع من الملكية ضمن العديد من السلطات القضائية بالعقار أو الملكية العقارية لتمييزها عن الممتلكات المنقولة. تُعدّ اتفاقيات استخدام الأرض، بما فيها التأجير، نقطة تقاطع هامّة للملكيّة مع قانون العقد. يشكّل الرّهن على حق ملكيّة أراضي أحدهم حقًّا بملكيّة الأراضي لشخصٍ آخر. يعتبرُ حق التعدين وحق المياه وطيديّ الارتباط، ومفاهيمًا مترابطةً في كثيرٍ من الأحيان.
تُعد حقوق الأرض شكلًا أساسيًا من أشكال القانون، إذ تطوّرت حتى مع عدم وجود دولةٍ تفرضها؛ على سبيل المثال، كانت جمعيات المطالبة في الغرب الأمريكي مؤسساتٍ نشأت بشكلٍ طبيعي لفرض القوانين المُنظّمة للتعدين. الاستيطان العشوائي، هو احتلال الأرض بدون ملكية، ويُعدّ ظاهرةً عالمية تنتشر في كلّ مكان.

## السيادة الوطنية
يُشار إلى السيادة ضمن سلطات القانون العام إلى كونها لقبًا مطلقًا أو أصوليًا أو إقطاعيًا. تمتلك كل هذه السلطات القضائية تقريبًا نظام تسجيلٍ للأراضي، لتسجيل فوائد الملكية غير المشروطة، وعمليّة مطالبةٍ بالأرض لفضّ الخلافات.

## حقوق الأرض
يعترف القانون الدولي بحقوق الأرض المُتأصّلة، إضافةً إلى النّظم القانونية الوطنية لبلدان القانون المدني والقانون العام. يُشار إلى حقوق أراضي السكان الأصليين ضمن سلطة قضاء القانون العام بكونها حقوقًا شرعيّة. بينما في سلطات القانون العرفي، تكون الأرض العرفية هي الشكل المهيمن لملكية الأرض.
يشير استصلاح الأرض إلى السياسات التي تقوم الحكومة على إثرها بالاستحواذ على الأرض أو إعادة توزيعها، مثل منح الأراضي. تشير حقوق الأرض إلى حق الفرد الثابت بحرية للتصرف في كسب واستخدام وامتلاك الأرض، طالما أن نشاطاتهم على هذه الأرض لا تعيق حقوق أفراد آخرين. لا يجب الخلط بين هذا المصطلح وحق الوصول إلى الأرض، والذي يسمح للأفراد باستخدام الأرض من ناحية اقتصادية (مثل الزراعة). عوضًا عن ذلك، تُعنى حقوق الأرض بملكية الأرض التي توفر الأمن وتزيد من القدرات البشرية. عند حصول الفرد فقط على حق الوصول للأرض، فإنه سيبقى تحت تهديدٍ مستمرّ بخروجه منها حسب ما يرتأيه صاحب الأرض، ما يحدُّ من الاستقرار المالي.
تشكل حقوق الأرض جزءًا لا يتجزأُ من قوانين الأراضي، إذ إنها تعزز اجتماعيًا حقوق مجموعات من الأفراد بامتلاك الأرض بما يتفق مع قوانين الأراضي في دولة ما. يُعنى قانون الأرض بالوصايا الشرعية التي تنص عليها دولة ما فيما يخص ملكية الأرض، في حين تشير حقوق الأرض إلى القبول الاجتماعي لملكية الأراضي. يأخذ معهد لانديسا للتنمية موقفًا بأنه على الرغم من دعوة القانون إلى المساواة في حق الحصول على الأراضي، إلا أن حقوق الأراضي في بعض البلدان والثقافات تحول دون حصول مجموعة ما على حقها في امتلاك الأرض. القوانين مهمة، إلا أنها يجب أن تكون مدعومةً بعُرفٍ ثقافي وقبولٍ اجتماعي. لذلك، يجب أن تتوافق القوانين المتعلقة بملكية الأراضي في بلدٍ ما مع حقوق الأرض.
على الصعيد العالمي، زاد التركيز على حقوق الأرض، نظرًا لصلتها القوية بمختلف جوانب التنمية. حسب ويكيري وكالهان، يمكن أن تشكل ملكية الأراضي مصدرًا حاسمًا لرأس المال والأمن المالي والغذاء والماء والمأوى والموارد. وجدت أداة منظمة الأمم المتحدة العالمية المعنية بالأراضي أن عدم ملكية الأراضي في المناطق الريفية يعتبرُ مؤشرًا قويًا على الفقر والجوع، كما يؤثر سلبًا على التمكين وإعمال حقوق الإنسان. في سبيل احتواء هذه المسألة الحرجة، يسعى الهدف 7 دال من الأهداف الإنمائية للألفية إلى تحسين حياة 100 فرد مليون من سكان الأحياء الفقيرة. يشمل ذلك الارتقاء بحقوق الأرض للفقراء، مما سيجلب نوعية حياةٍ أفضل.
على الرغم من مدى أهمية حقوق الأرض في تحقيق مستويات معيشةٍ أعلى، إلا أن بعض فئات الأفراد تُركت دون أحكامٍ لملكية الأراضي. قد يتيح القانون إمكانية الحصول على الأرض، إلا أن الحواجز الثقافية والفقر يحدّان من قدرة الأقليات على امتلاك الأراضي. من أجل تحقيق المساواة، يجب أن تحصل هذه الجماعات على حقوق ملكيّة للأراضي مُعترف بها اجتماعيًا وقانونيًا.

## النساء وحقوق الأرض
يرى عديدٌ من الباحثين بأن عدم تمتع النساء بقدرٍ كافٍ من حقوق الأرض يؤثر بشكل مباشر سلبًا على عائلاتهم وعلى المجتمع المحلي بشكل أكبر. مع ملكية الأراضي، يمكن للمرأة أن تحقق دخلًا وأن تخصص هذا الدخل بقدرٍ أكبر من الإنصاف داخل الأسرة. يرى تيم هانستاد أن توفير قدرٍ كافٍ من حقوق الأرض للمرأة هو أمر مفيد، إذ إنه بمجرد أن تتمكن المرأة من ممارسة تلك الحقوق سيتعزز ما يلي:
- ستقل احتمالات التقاط فيروس نقص المناعة البشرية (الإيدز) ونشره، إذ لن يضطررن اللجوء للبغاء.
- ستصبح النساء أقلّ عرضةً ليكنّ ضحية العنف المنزلي.
- سيحصل أطفالهنّ على فرصة في التعليم والبقاء في المدرسة لفترة أطول.
- ستكون النساء في وضع أفضل يسمح لهن بالحصول على القروض الصغيرة.

في أجزاءٍ كثيرةٍ من العالم، يمكن للنساء الحصول على الأرض من أجل زراعتها وحصادها؛ إلا أن هنالك تقاليد وأعراف تحول دون وراثة المرأة للأرض أو بيعها. مما يجبر النساء على الاعتماد على أزواجهن أو أخواتهن أو آبائهن لكسب الرزق والمأوى. إذا ما كان هنالك مرضٌ أو عنفٌ منزليّ أو وفاة في الأسرة، فإن النساء سوف يُتركن بلا أراضٍ، ولن يكون بوسعهنّ زراعة المحاصيل لكسبِ الغذاء، أو تأجير الأرضِ بغرض الرّبح. إن ملكية الأراضي للمرأة شكل حاسم من أشكال الأمن والدخل وزيادة التمكين والحد من الفقر.

### الهند
توضح كاناكالاثا موكوند  نقطة مهمة هي أنه على الرغم من أن امتلاك الأراضي حقٌّ قانونيٌّ للنساء في الهند، إلا أنّ القليل جدًا من النساء قادراتٌ فعلًا على التمتع به نتيجةً للممارسات الأبوية التي تهيمن على البلاد. حتّى وقتٍ قريب، استُبعدت النساء من القوانين المعنية بتوزيع الأراضي العامة وأُجبرن على الاعتماد على إمكانية الحصول على أراضٍ خاصّة من عائلاتهنّ. تعتبر قوانين الميراث المُنحازة للرجال إحدى القضايا الرئيسية التي تقف وراء عدم المساواة في حقوق الأرض. وفقًا لـ بينا أغارول، تُحدّد ملكية الأراضي الوضع الاجتماعي والقوة السياسية في الأسرة وفي القرية، وتُشكل هيكل العلاقات وتخلق حركيات العائلة. وبذلك، يضع توريث الأرض الرّجال تلقائيًا فوق النساء في البيت وفي المجتمع. فبدون النفوذ السياسي في القرية، ومحدودية المساومة في القيادة داخل الأسرة، تفتقر النساء إلى الصوت الكافي للدفاع عن حقوقهن. ثمة قضيّة أخرى تتعلق بحقوق الأرض في الهند، وهي أنها تترك النساء معتمداتٍ تمامًا على حياة أزواجهن. توصلت دراسة أجرتها بينا أغاروال إلى أن الأسر الثرية في غرب البنغال تتحوّل إلى فقيرة لدى موتِ ربِّ العائلة الذكر، إذ لا يُسمح للمرأة بامتلاك أرض زوجها. وبسبب العُرف الثقافيّ أيضًا، كلما كان وضع المرأة أفضل، قل احتمال امتلاكها أيّ مهارات متقدّمةٍ تساعدها في إيجاد عمل. هؤلاء النساء يُرغمن على التسول للحصول على الطعام والمأوى بمجرد وفاة أزواجهن للسماح لهن بالحصول على خبرة في العمل.